# آناتول دو مونتسی
آناتول دو مونتسی (انگلیسی: Anatole de Monzie؛ ۲۲ نوامبر ۱۸۷۶ – ۱۱ ژانویهٔ ۱۹۴۷) دانشنامه‌نویس، سیاستمدار و محقق اهل فرانسه بود. وی وزیر آموزش و پرورش وقت فرانسه بود.

## زندگی‌نامه
در ۱۱ نوامبر ۱۸۷۶ وی با نام آناتول- نامی که او از سن خیلی زود از آن ناراضی بود - در بازاس ژیروند متولد شد. یک اشتباه پرستار منجر به حادثه‌ای شد که در آن آناتول کودک از پا آسیب دید و برای بقیه زندگی او فلج باقی ماند؛ ولی آناتول ذهن درخشانی داشت و قبل از حضور در کالج ستانیسلاس یک مدرسه کاتولیک معروف در پاریس، در اژن تحصیل کرد و در آنجا با نویسنده دیگری به نام هنری دو جوونل و مارک سانگنیر فعال کاتولیک رومی آشنا شد.

## دانشنامهٔ فرانسه
آناتول دو مونتسی زمانی که وزیر آموزش و پرورش وقت فرانسه بود دانشنامهٔ فرانسه را همراه با لوسین فور، تاریخ‌نگار در ژوئن ۱۹۳۲ راه‌اندازی کرد. تمرکز این دانشنامه بر روی فهرست الفبایی و نه موضوعی مطالب بود. این دانشنامه از سال ۱۹۳۵ تا ۱۹۶۶ منتشر شد.